# کورسمندرهای دم‌دار آمریکایی
کورسمندرهای دم‌دار آمریکایی (نام علمی: Rhinatrematidae) نام یک تیره از راسته سمندرهای کرمی است.